# 10-я гвардейская стрелковая дивизия
10-я гвардейская стрелковая Печенгская дважды Краснознамённая, орденов Александра Невского и Красной Звезды дивизия — воинское соединение РККА в Великой Отечественной войне.

## История
Сформирована 26.12.1941 путём преобразования 52-й стрелковой дивизии.
В действующей армии с 26.12.1941 по 09.11.1944 и с 29.01.1945 по 09.05.1945.
До октября 1944 года находилась в Заполярье, занимала позиции по реке Западная Лица («Долина славы»). За период обороны провела около 150 боёв местного значения. В конце апреля 1942 года начала наступление с занимаемого рубежа, целей не достигла, в том числе, в связи с тяжёлыми погодными условиями — в день наступления и до 03.05.1942 был буран большой силы.
С 07.10.1944 года участвовала в Петсамо-Киркенесской наступательной операции, наступая в первом эшелоне на укрепления на горе Малый Кариквайвишь, к 08.10.1944 захватила плацдарм на западном берегу реки Титовка. Затем вела бои за Луостари, к 14.10.1944 форсировала реку Печенгу западнее Каккури принимала участие в освобождении Печенги. После освобождения Печенги наступала на Киркенес, поддержанная 378-м гвардейским тяжёлым самоходно-артиллерийским полком.
После проведения операции выведена в резерв в район Рыбинска, через Бологое, Прибалтику, Белосток в январе 1945 переправилась в Польшу и выгрузились на станции Острув-Мазовецки.
Приняла участие в Восточно-Померанской операции.
26.02.1945 из района Бальденберга повернула на северо-восток в направлении Руммельсбурга.
03.03.1945 взяла Руммельсбург.
К 21.03.1945 перемещалась на правый фланг армии на 30 километров юго-западнее Маршау, затем наступала в направлении Пустковиц—Гдыня.
После взятия Гдыни, вместе с 1-й польской танковой бригадой с 31.03.1945 наступала в полосе Загорье, восточнее Яново на полуостров, образованный заливом Путцгер-Вик и рекой Реда.
К исходу 14.04.1945 сосредоточилась в лесах северо-восточнее города Трептова и прикрывала побережье Балтийского моря справа от Кольберга и слева от Вальддивинова. Дивизией прочёсывались лесные массивы, ликвидировались мелкие разрозненные группы противника, отколовшиеся в своё время от отходивших на запад крупных частей.
В последние дни войны дивизия форсировала дельту Одера на Свинемюнде, закончила боевые действия на острове Узедом.
После войны дивизия была передана Закавказскому военному округу, штаб её дислоцировался в городе Ахалцихе. С 1 июля 1949 года именовалась 10-й гвардейской горнострелковой дивизией. С 9 мая 1961 года — 10-я гвардейская мотострелковая дивизия.

## Подчинение
| Дата            | Фронт (округ)         | Армия      | Корпус                             | Примечания |
| --------------- | --------------------- | ---------- | ---------------------------------- | ---------- |
| 01.01.1942 года | Карельский фронт      | 14-я армия | -                                  | -          |
| 01.02.1942 года | Карельский фронт      | 14-я армия | -                                  | -          |
| 01.03.1942 года | Карельский фронт      | 14-я армия | -                                  | -          |
| 01.04.1942 года | Карельский фронт      | 14-я армия | -                                  | -          |
| 01.05.1942 года | Карельский фронт      | 14-я армия | -                                  | -          |
| 01.06.1942 года | Карельский фронт      | 14-я армия | -                                  | -          |
| 01.07.1942 года | Карельский фронт      | 14-я армия | -                                  | -          |
| 01.08.1942 года | Карельский фронт      | 14-я армия | -                                  | -          |
| 01.09.1942 года | Карельский фронт      | 14-я армия | -                                  | -          |
| 01.10.1942 года | Карельский фронт      | 14-я армия | -                                  | -          |
| 01.11.1942 года | Карельский фронт      | 14-я армия | -                                  | -          |
| 01.12.1942 года | Карельский фронт      | 14-я армия | -                                  | -          |
| 01.01.1943 года | Карельский фронт      | 14-я армия | -                                  | -          |
| 01.02.1943 года | Карельский фронт      | 14-я армия | -                                  | -          |
| 01.03.1943 года | Карельский фронт      | 14-я армия | -                                  | -          |
| 01.04.1943 года | Карельский фронт      | 14-я армия | -                                  | -          |
| 01.05.1943 года | Карельский фронт      | 14-я армия | -                                  | -          |
| 01.06.1943 года | Карельский фронт      | 14-я армия | -                                  | -          |
| 01.07.1943 года | Карельский фронт      | 14-я армия | -                                  | -          |
| 01.08.1943 года | Карельский фронт      | 14-я армия | -                                  | -          |
| 01.09.1943 года | Карельский фронт      | 14-я армия | -                                  | -          |
| 01.10.1943 года | Карельский фронт      | 14-я армия | -                                  | -          |
| 01.11.1943 года | Карельский фронт      | 14-я армия | -                                  | -          |
| 01.12.1943 года | Карельский фронт      | 14-я армия | -                                  | -          |
| 01.01.1944 года | Карельский фронт      | 14-я армия | -                                  | -          |
| 01.02.1944 года | Карельский фронт      | 14-я армия | -                                  | -          |
| 01.03.1944 года | Карельский фронт      | 14-я армия | -                                  | -          |
| 01.04.1944 года | Карельский фронт      | 14-я армия | -                                  | -          |
| 01.05.1944 года | Карельский фронт      | 14-я армия | -                                  | -          |
| 01.06.1944 года | Карельский фронт      | 14-я армия | -                                  | -          |
| 01.07.1944 года | Карельский фронт      | 14-я армия | -                                  | -          |
| 01.08.1944 года | Карельский фронт      | 14-я армия | -                                  | -          |
| 01.09.1944 года | Карельский фронт      | 14-я армия | -                                  | -          |
| 01.10.1944 года | Карельский фронт      | 14-я армия | 131-й стрелковый корпус            | -          |
| 01.11.1944 года | Карельский фронт      | 14-я армия | 99-й стрелковый корпус             | -          |
| 01.12.1944 года | Резерв Ставки ВГК     | 19-я армия | 99-й стрелковый корпус             | -          |
| 01.01.1945 года | Резерв Ставки ВГК     | 19-я армия | 40-й гвардейский стрелковый корпус | -          |
| 01.02.1945 года | 2-й Белорусский фронт | 19-я армия | 40-й гвардейский стрелковый корпус | -          |
| 01.03.1945 года | 2-й Белорусский фронт | 19-я армия | 40-й гвардейский стрелковый корпус | -          |
| 01.04.1945 года | 2-й Белорусский фронт | 19-я армия | 40-й гвардейский стрелковый корпус | -          |
| 01.05.1945 года | 2-й Белорусский фронт | 19-я армия | 134-й стрелковый корпус            | -          |

## Состав
- 24-й гвардейский стрелковый полк
- 28-й гвардейский стрелковый полк
- 35-й гвардейский стрелковый полк
- 29-й гвардейский артиллерийский полк
- 14-й отдельный гвардейский истребительно-противотанковый дивизион
- 4-я отдельная гвардейская зенитная батарея (до 04.06.1943)
- 21-й гвардейский миномётный дивизион (до 29.10.1942),
- 13-я отдельная гвардейская разведывательная рота
- 1-й отдельный гвардейский сапёрный батальон
- 2-й отдельный гвардейский батальон связи (8-я отдельная рота связи, 182-й отдельный батальон связи)
- 481-й (12-й) медико-санитарный батальон
- 7-я отдельная гвардейская рота химический защиты
- 499-я (5-я) автотранспортная рота
- 609-я (6-я) полевая хлебопекарня
- 569-й (3-й) дивизионный ветеринарный лазарет
- 141-я дивизионная ремонтная мастерская (до 19.07.1942)
- Отдельный лыжный батальон
- 3-й дивизионный олений транспорт (1944, ком-р д-на капитан Филимонов, ком-р вз-да ст. с-т Артеев М. Н.);
- 105-я полевая почтовая станция
- 201-я полевая касса Госбанка

Периоды вхождения в состав Действующей армии:

Новая нумерация частям дивизии присвоена 25 февраля 1942 года.
- 26 декабря 1941 года — 9 ноября 1944 года;
- 29 января 1945 года — 9 мая 1945 года.[1]

В 1990 году соединение носило наименование как 10-я гвардейская мотострелковая Печенгская дважды Краснознамённая, орденов Александра Невского и Красной Звезды дивизия. Дивизия была в составе 31-го армейского корпуса Закавказского военного округа. Пункт постоянной дислокации находился в г. Ахалцихе (ГССР). В составе дивизии находились:
- управление (1 Р-145БМ, 1 Р-156БТР);
- 24-й гвардейский мотострелковый Киркенесский полк (г. Ахалцихе) (13 Т-55, 2 БМП-1, 2 БРМ-1К);
- 28-й гвардейский мотострелковый Киркенесский полк (г. Вале) (13 Т-55, 2 БМП-1, 2 БРМ-1К, 15 МТ-ЛБТ, 4 Р-145БМ, 1 МТУ-20);
- 88-й мотострелковый полк (г. Ахалцихе) (13 Т-55, 100 БМП-1, 2 БРМ-1К, 2 БТР-70, 5 Р-145БМ, 1 МТУ-20);
- 393-й танковый полк (г. Ахалцихе) (82 Т-55, 2 Т-54, 12 БМП-1, 4 БРМ-1К, 8 БТР-70, 1 БТР-60, 2 Р-145БМ, 1 МТ-55А, 1 МТУ-20);
- 1058-й гвардейский артиллерийский полк (г. Ахалцихе) (12 БМ-21 «Град»);
- 1019-й гвардейский зенитный ракетный полк (г. Ахалцихе) (1 Р-156БТР);
- 962-й отдельный ракетный дивизион (г. Ахалцихе);
- 766-й отдельный разведывательный батальон (г. Ахалцихе) (2 Р-145БМ);
- 182-й отдельный батальон связи (г. Ахалцихе) (8 Р-145БМ);
- 542-й отдельный гвардейский инженерно-сапёрный батальон (пгт Абастумани) (2 УР-67);
- 620-й отдельный батальон химической защиты (г. Ахалцихе);
- 346-й отдельный ремонтно-восстановительный батальон (г. Ахалцихе);
- 1541-й отдельный батальон материального обеспечения (г. Ахалцихе);
- ОВКР (г. Ахалцихе);

Итого 123 танка, 126 БМП и БРМ, 11 БТР, 12 РСЗО.

## Командиры
- Пашковский, Михаил Казимирович (26.12.1941 — 02.03.1942), полковник
- Красильников, Даниил Ефимович (03.03.1942 — 23.07.1942), генерал-майор
- Худалов, Харитон Алексеевич (24.07.1942 — 29.11.1943), полковник, полковник, с 27.11.1942 — генерал-майор
- Гребёнкин, Фёдор Алексеевич (30.11.1943 — 23.03.1944), полковник
- Худалов, Харитон Алексеевич (24.03.1944 — 31.10.1947), генерал-майор
- Преображенский, Георгий Николаевич (31.10.1947 — 8.05.1948), генерал-майор
- Джанджгава, Владимир Николаевич (8.05.1948 — 1.07.1949), генерал-майор

## Награды и наименования
| Награда (наименование)             | Дата                                                                | За что награждена |
| ---------------------------------- | ------------------------------------------------------------------- | --- |
| Почётное звание Гвардейская        | Приказ НКО СССР № 366 от 25 декабря 1941 года                       | за проявленную отвагу в боях за Отечество с немецкими захватчиками, за стойкость, мужество, дисциплину и организованность, за героизм личного состава.                                             |
| Орден Красного Знамени             | Указ Президиума Верховного Совета СССР от 19 июня 1943 года         | За образцовое выполнение боевых заданий командования на фронте борьбы с немецкими захватчиками (при обороне советского Заполярья) и проявленные при этом доблесть и мужество.                      |
| Почётное наименование «Печенгская» | Приказ Верховного Главнокомандующего № 0354 от 31 октября 1944 года | Присвоено в ознаменование одержанной победы и за отличие в боях при овладении городом Печенга (Петсамо).                                                                                           |
| Орден Красного Знамени             | Указ Президиума Верховного Совета СССР от 5 апреля 1945 года        | За образцовое выполнение заданий командования в боях с немецкими захватчиками при овладении городами Шлохау, Штегерс, Хаммерштайн, Бальденберг, Бублиц и проявленные при этом доблесть и мужество. |
| Орден Александра Невского          | Указ Президиума Верховного Совета СССР от 26 апреля 1945 года       | За образцовое выполнение заданий командования в боях с немецко-фашистскими захватчиками при овладении городами Лауенбург, Картузы (Картхауз) и проявленные при этом доблесть и мужество.           |
| Орден Красной Звезды               | Указ Президиума Верховного Совета СССР от 4 июня 1945 года          | За образцовое выполнение заданий командования в боях с немецкими захватчиками при овладении городом и военно-морской базой Свинемюнде и проявленные при этом доблесть и мужество.                  |

Награды частей дивизии:
- 24-й гвардейский стрелковый Киркенесский ордена Ленина Краснознамённый полк
- 28-й гвардейский стрелковый Киркенесский Краснознамённый[7] ордена Суворова[8] полк
- 35-й гвардейский стрелковый Краснознамённый

 полк
- 29-й гвардейский артиллерийский Краснознамённый[10] полк
- 14-й отдельный гвардейский истребительно-противотанковый ордена Богдана Хмельницкого[8] дивизион

## Отличившиеся воины дивизии
| Награда | Ф. И. О.                        | Должность                                                                     | Звание                    | Дата награждения                 | Примечания                                 |
| ------- | ------------------------------- | ----------------------------------------------------------------------------- | ------------------------- | -------------------------------- | ------------------------------------------ |
|         | Алиев, Саид Давыдович           | снайпер 35-го гвардейского стрелкового полка                                  | гвардии сержант           | 22.02.1943                       |                                            |
|         | Бородулин, Иван Алексеевич      | Командир отделения 28-го гвардейского стрелкового полка, разведчик            | гвардии сержант           | 26.06.1944 02.11.1944 29.06.1945 | автор книги «Мы — разведка»                |
|         | Генералов, Алексей Петрович     | командир миномётной роты 28-го гвардейского стрелкового полка                 | гвардии капитан           | 02.11.1943                       | посмертно                                  |
|         | Дорофеев, Василий Александрович | командир отделения разведки 13 отдельной гвардейской разведывательной роты.   | гвардии ефрейтор          | 29.06.1945                       |                                            |
|         | Дубинин, Василий Михайлович     | пулемётчик 24-го гвардейского стрелкового полка                               | гвардии младший сержант   | 22.02.1943                       |                                            |
|         | Ермин, Иван Николаевич          | стрелок 28 гвардейского стрелкового полка                                     | гвардии сержант           | 29.06.1945                       |                                            |
|         | Жулега, Григорий Прохорович     | помощник командира взвода пешей разведки 35-го гвардейского стрелкового полка | гвардии старший сержант   | 18.06.1944 24.11.1944 29.06.1945 |                                            |
|         | Зимаков, Иван Петрович          | командир дивизиона 29-го гвардейского артиллерийского полка                   | гвардии майор             | 24.03.1945                       | посмертно: вызвал огонь артиллерии на себя |
|         | Ивченко, Михаил Лаврентьевич    | снайпер 28-го гвардейского стрелкового полка                                  | гвардии ефрейтор          | 02.11.1944                       | посмертно: закрыл телом амбразуру пулемёта |
|         | Квасников, Михаил Савельевич    | миномётчик 28-го гвардейского стрелкового полка                               | гвардии ефрейтор          | 24.03.1945                       | посмертно: закрыл телом амбразуру пулемёта |
|         | Коньков, Сергей Михайлович      | стрелок взвода пешей разведки 24-го гвардейского стрелкового полка            | гвардии красноармеец      | 29.06.1945                       |                                            |
|         | Пинтелин, Иван Васильевич       | Стрелок взвода пешей разведки 24-го гвардейского стрелкового полка            | гвардии красноармеец      | 16.10.1944 24.11.1944 29.06.1945 |                                            |
|         | Рудницких, Иван Дмитриевич      | командир отделения 1 отдельного гвардейского сапёрного батальона              | гвардии ефрейтор          | 29.06.1945                       |                                            |
|         | Стрельцов, Павел Васильевич     | Пулемётчик 28-го гвардейского стрелкового полка                               | гвардии красноармеец      | 02.11.1944                       | Погиб 26.10.1944 года                      |
|         | Фролов, Андрей Дмитриевич       | командир взвода противотанковых ружей отдельного лыжного батальона            | гвардии старший лейтенант | 24.03.1945                       |                                            |

## Известные люди, связанные с дивизией
- Корочкин, Александр Алексеевич — с ноября 1942 года по январь 1943 года служил  начальником артиллерии дивизии. Впоследствии, советский военачальник, генерал-майор.

## Память
- Школьный музей школы № 26 г. Мурманска.
- Музей в колледже 26 КАДР г. Москвы — музей «Героический путь 10-й гвардейской стрелковой дивизии»
- Форум посвящённый дивизии
- Постоянно пополняемый список личного состава, прошедших через дивизию во время ВОВ.